# Durfort-et-Saint-Martin-de-Sossenac
Durfort-et-Saint-Martin-de-Sossenac is een gemeente in het Franse departement Gard (regio Occitanie). De plaats maakt deel uit van het arrondissement Le Vigan. Durfort-et-Saint-Martin-de-Sossenac telde op 1 januari 2022 757 inwoners.

## Geografie
De oppervlakte van Durfort-et-Saint-Martin-de-Sossenac bedroeg op 1 januari 2022 16,28 vierkante kilometer; de bevolkingsdichtheid was toen 46,5 inwoners per km².

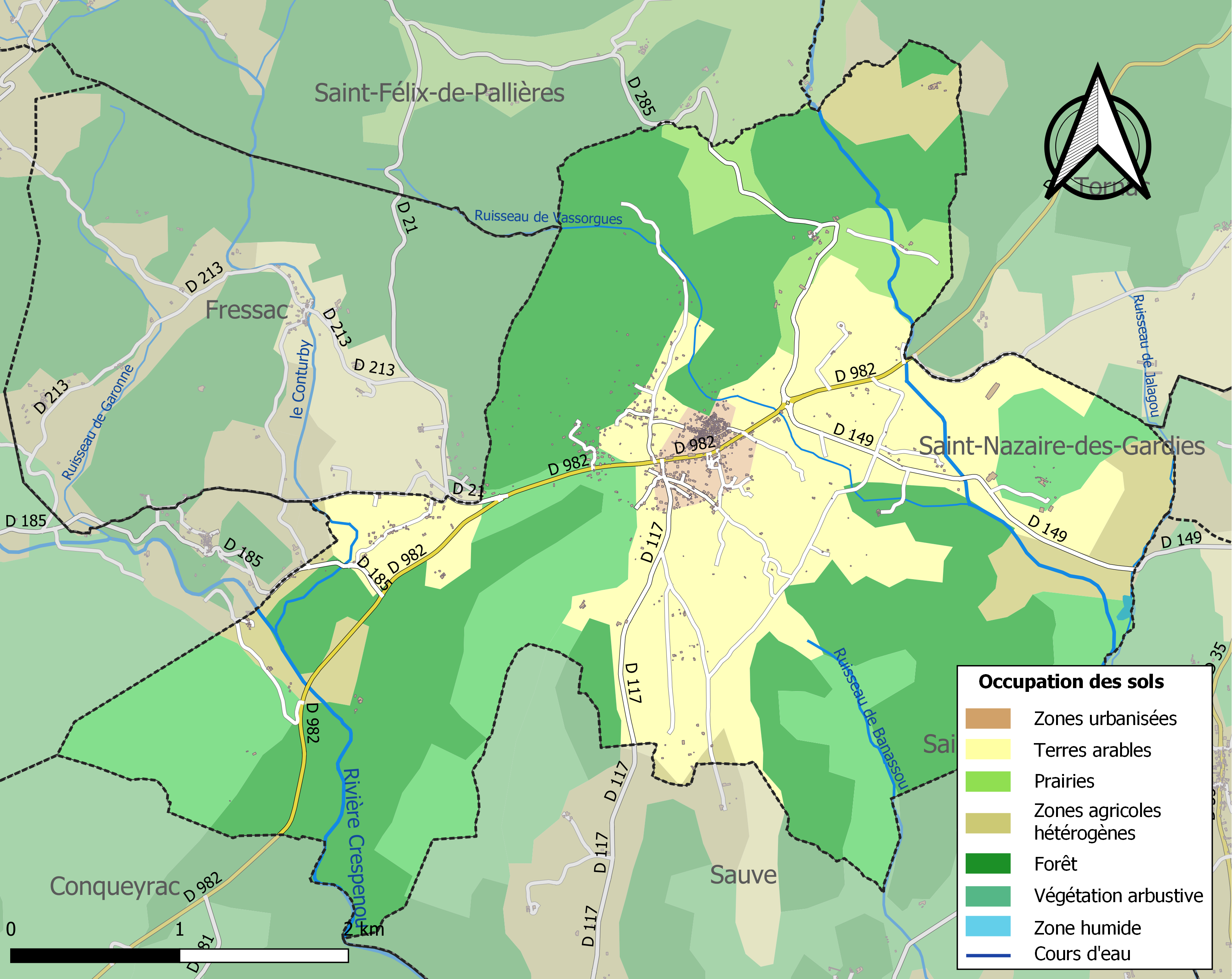
Kaart van de gemeente met belangrijkste infrastructuur, bodemgebruik en omliggende gemeenten

## Demografie
Onderstaande figuur toont het verloop van het inwonertal (bron: INSEE-tellingen).

## Afbeeldingen

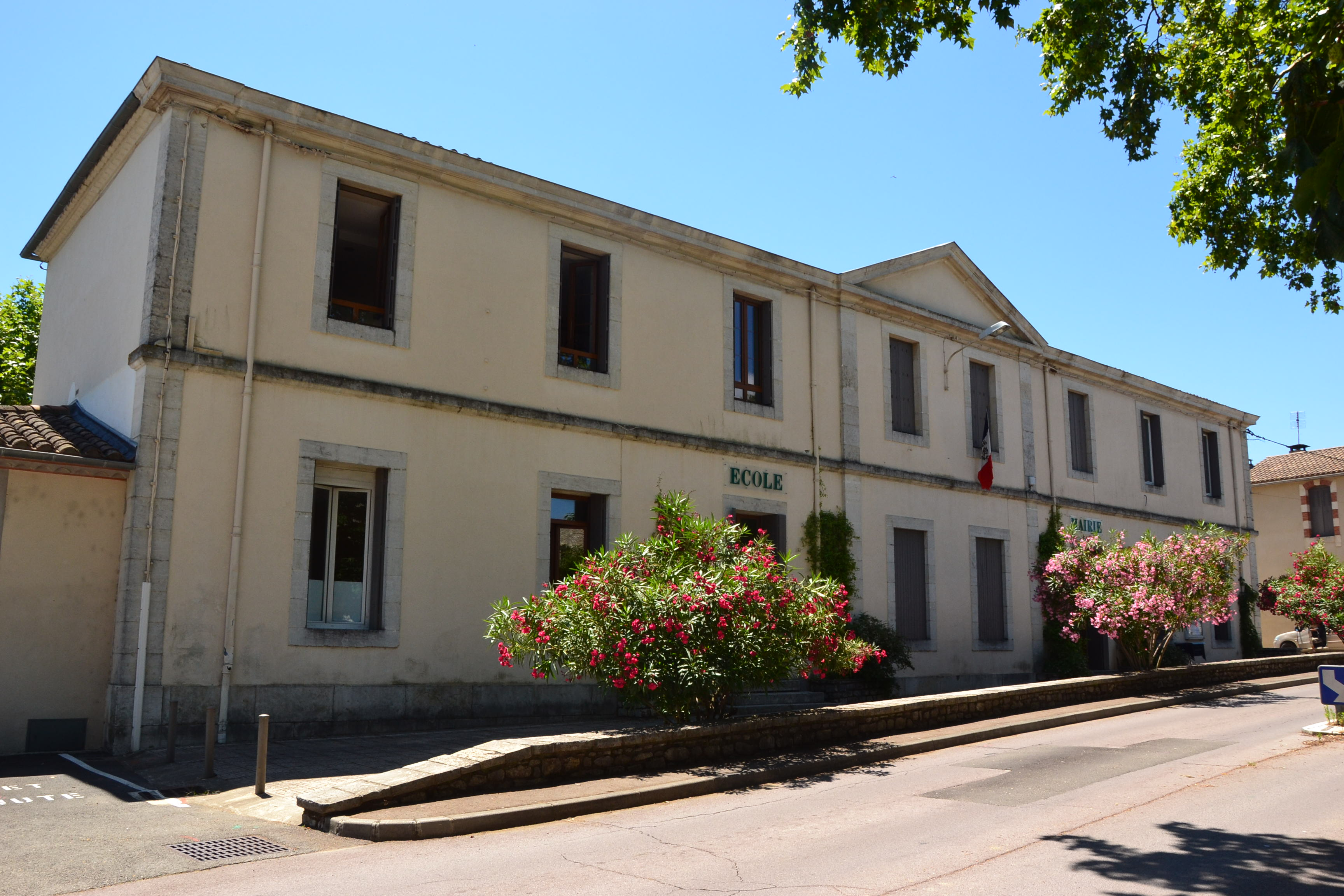
Gemeentehuis en school
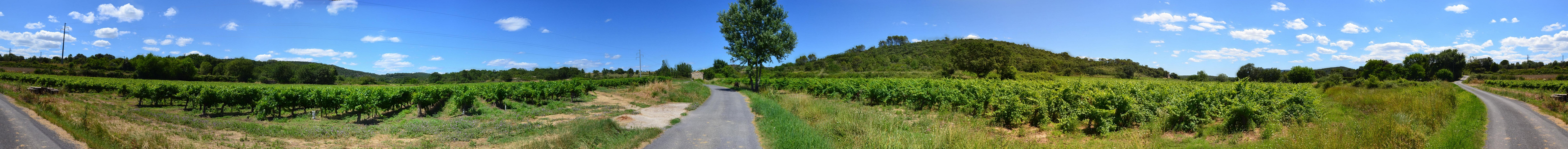
Landschap ten zuiden van Saint-Martin-de-Sossenac